# Square Amadou-Hampâté-Bâ
Le square Amadou-Hampâté-Bâ est un square du 10e arrondissement de Paris.

## Situation et accès
Le square est situé dans le 10e arrondissement de Paris, au centre de la zone d'aménagement concerté Jemmapes Grange-aux-Belles. Il ouvre sur la place Robert-Desnos entre la rue Boy-Zelenski et la rue Georg-Friedrich-Haendel.
Ce site est desservi par la ligne 2 à la station de métro Colonel Fabien.

## Origine du nom
Le square tire son nom de l'écrivain et ethnologue Amadou Hampâté Bâ (1900-1991).

## Historique
C'est à cet endroit que se trouvait, jusqu'au XVIIIe siècle, le gibet de Montfaucon.
La zone d'aménagement concerté Jemmapes Grange-aux-Belles, dont fait partie le square, a été construite en 1978 par les architectes Jacques Labro et Jean-Jacques Orzoni.

## Aménagement
Le square Amadou-Hampâté-Bâ est équipé de deux aires de jeux, de neuf bancs, de sept corbeilles et d'aucun arbre.